# Waisenhaus Görlitz

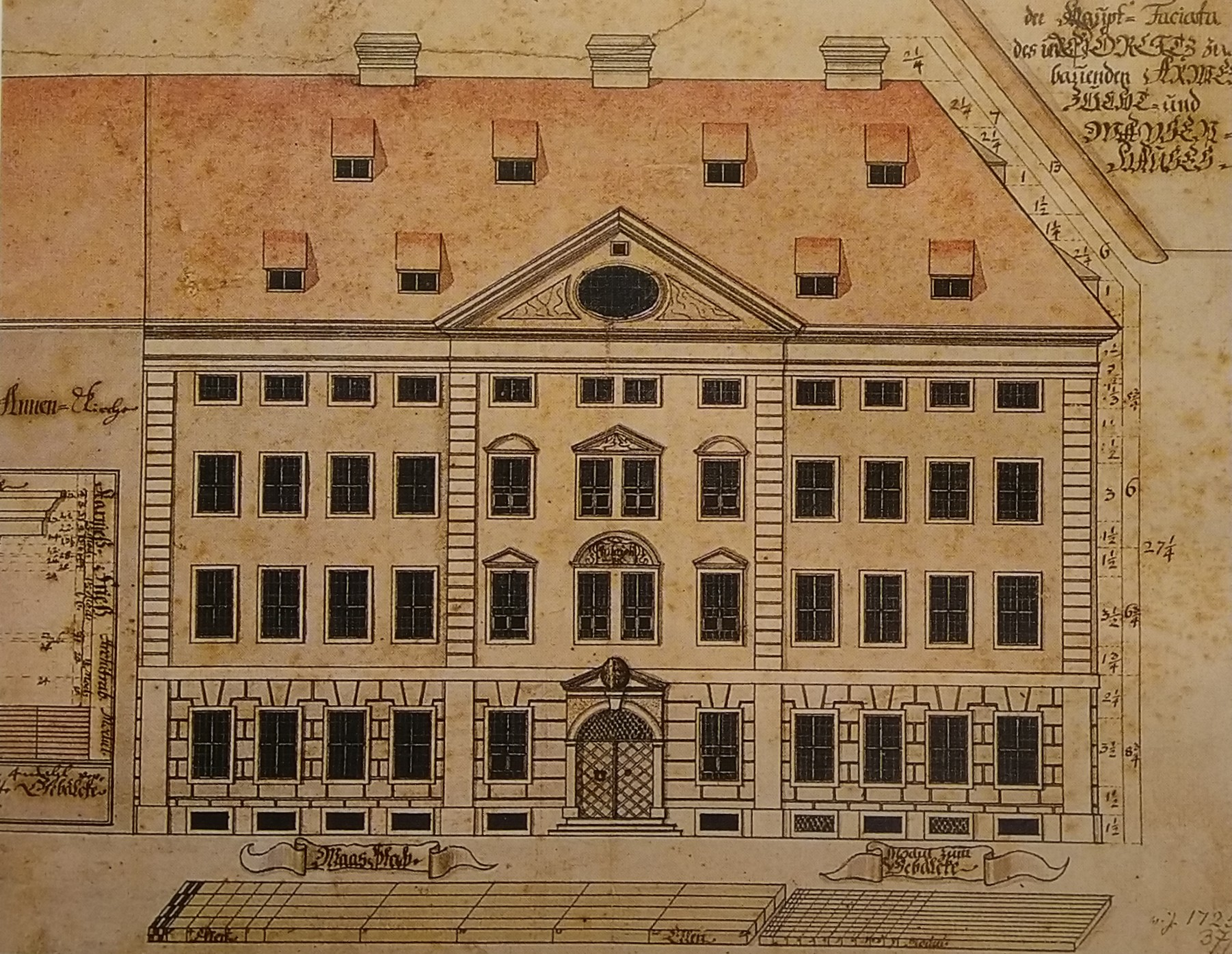
„Fassadenabriss“ des Waisenhauses aus dem Jahr 1725

Das Armen-, Zucht- und Waisenhaus in Görlitz entstand auf Initiative des Görlitzer Bürgermeisters Samuel Knorr von Rosenroth. Die im Jahr 1731 eröffnete Einrichtung befand sich unmittelbar angrenzend der Annenkapelle und wich um das Jahr 1900 dem Augustum-Annen-Gymnasium.

## Geschichte
Am 6. September 1712 schlug der damalige Bürgermeister Samuel Knorr von Rosenroth den Bau eines „Armen-, Zucht- und Waisenhaus[es]“ vor.  Unter „landesherrlicher Genehmigung“ wurde eine „Lotterie“ ins Leben gerufen, die den geringen Betrag von 355 Talern, 8 Silbergroschen und 4 Pfennigen einbrachte. „Milde Beiträge“ erweiterten den Fonds langsam, besonders die Stadtbrände in den Jahren 1717 und 1726 verzögerten den erwünschten oder erwarteten Anstieg.
In der Einrichtung sollten „dürftige Kinder unterhalten, zur Frömmigkeit, zu Fleiß und einer anständigen Lebensart mit Nachdruck angeleitet und zu nützlichen Gliedern des Gemeinen Wesens nach Möglichkeit erzogen werden“.
Am 23. Juni 1727 wurde der Grundstein unmittelbar an die Annenkapelle gelegt, im Herbst 1728 bestand das Gebäude schon aus vier Stockwerken, am 23. Dezember wurde das Dach fertiggestellt. Die Annenkapelle hatte an der erweiterten Seite wahrscheinlich ein Fenster und Ziersäulen. Das neue Gebäude maß 100 × 45 × 56 Fuß. Nach Einstellung der benötigten Personen wurde das Waisenhaus am 31. Januar 1731 mit 13 Waisen eröffnet.
Die Annenkapelle diente als Kirchenraum für die Kinder im Waisenhaus.
Einer der Stifter war Benjamin August Struve, der dem Waisenhaus 200 Taler vermachte.
Bis ins Jahr 1850 stieg die Kinderanzahl auf bis zu 50 an. Im Jahr 1861 wurde die Durchschnittszahl der Kinder wurde im Jahr mit 37 angegeben. Der Stiftungsbetrag war bereits auf 31.404 Taler gestiegen.
Um das Jahr 1900 wurde das Waisenhaus abgerissen, um Platz für das Gebäude Augustum-Annen-Gymnasium zu schaffen, das unmittelbar danach entstand.

## Trivia
Das Görlitzer Waisenhaus wurde in ein Sagenbuch aufgenommen. Beispielsweise sollen Gregor Gobius und seine Frau im Waisenhaus gespukt haben.

## Bekannte Personen am Waisenhaus
- Johann George Herold (1749–1817), Lehrer[8]
- David Scheuffler (1702–1774), Lehrer[9]
- Gottlieb Friedrich Otto (1751–1815), Lehrer[10]
- Gottfried Altenberger (1705–1767), Informator[11]
- Gottfried Gellrich (1699–1748), Juris Candidatus und Melancholicus[12]
- Fürchtegott Thuerecht Weber (1722–1761), Lehrer[13]
- Gottfried Sibeth (1695–1768), Leiter[14]